# Nakashibetsu
Nakashibetsu (中標津町 Nakashibetsu-chō?) es un pueblo ubicado en la subprefectura de Nemuro, Hokkaido, Japón. Al 31 de marzo de 2008, tiene una población estimada de 23.958 habitantes y una superficie de 684,98 km2.
En ella se ubica el aeropuerto de Nakashibetsu, el más oriental de Japón.

## Historia
- 1901 - Apertura de la división del área de Nakashibetsu. Se inicia el desarrollo.
- 1 de julio de 1946 - El pueblo de Nakashibetsu se separa de Shibetsu.
- 1 de enero de 1950: el pueblo de Nakashibetsu se convierte en el pueblo de Nakashibetsu.

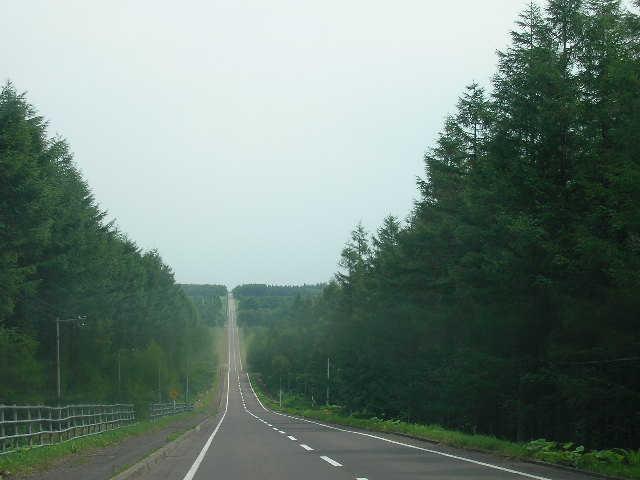
Un camino desde la colina Kaiyōdai

En 2004, hubo un intento fallido de fusionar Nakashibetsu con el pueblo cercano de Rausu. La nueva ciudad se habría llamado "Higashishiretoko", pero el plan fue derrotado en un referéndum celebrado en Nakashibetsu.

## Clima
| Parámetros climáticos promedio de Nakashibetsu (1991−2020 normals, extremes 1977−present) | Parámetros climáticos promedio de Nakashibetsu (1991−2020 normals, extremes 1977−present) | Parámetros climáticos promedio de Nakashibetsu (1991−2020 normals, extremes 1977−present) | Parámetros climáticos promedio de Nakashibetsu (1991−2020 normals, extremes 1977−present) | Parámetros climáticos promedio de Nakashibetsu (1991−2020 normals, extremes 1977−present) | Parámetros climáticos promedio de Nakashibetsu (1991−2020 normals, extremes 1977−present) | Parámetros climáticos promedio de Nakashibetsu (1991−2020 normals, extremes 1977−present) | Parámetros climáticos promedio de Nakashibetsu (1991−2020 normals, extremes 1977−present) | Parámetros climáticos promedio de Nakashibetsu (1991−2020 normals, extremes 1977−present) | Parámetros climáticos promedio de Nakashibetsu (1991−2020 normals, extremes 1977−present) | Parámetros climáticos promedio de Nakashibetsu (1991−2020 normals, extremes 1977−present) | Parámetros climáticos promedio de Nakashibetsu (1991−2020 normals, extremes 1977−present) | Parámetros climáticos promedio de Nakashibetsu (1991−2020 normals, extremes 1977−present) | Parámetros climáticos promedio de Nakashibetsu (1991−2020 normals, extremes 1977−present) |
| Mes                                                                                       | Ene.                                                                                      | Feb.                                                                                      | Mar.                                                                                      | Abr.                                                                                      | May.                                                                                      | Jun.                                                                                      | Jul.                                                                                      | Ago.                                                                                      | Sep.                                                                                      | Oct.                                                                                      | Nov.                                                                                      | Dic.                                                                                      | Anual                                                                                     |
| ----------------------------------------------------------------------------------------- | ----------------------------------------------------------------------------------------- | ----------------------------------------------------------------------------------------- | ----------------------------------------------------------------------------------------- | ----------------------------------------------------------------------------------------- | ----------------------------------------------------------------------------------------- | ----------------------------------------------------------------------------------------- | ----------------------------------------------------------------------------------------- | ----------------------------------------------------------------------------------------- | ----------------------------------------------------------------------------------------- | ----------------------------------------------------------------------------------------- | ----------------------------------------------------------------------------------------- | ----------------------------------------------------------------------------------------- | ----------------------------------------------------------------------------------------- |
| Temp. máx. abs. (°C)                                                                      | 6.9                                                                                       | 8.9                                                                                       | 16.3                                                                                      | 28.2                                                                                      | 36.5                                                                                      | 34.6                                                                                      | 35.2                                                                                      | 35.2                                                                                      | 32.4                                                                                      | 25.4                                                                                      | 19.6                                                                                      | 14.3                                                                                      | '                                                                                         |
| Temp. máx. media (°C)                                                                     | -1.6                                                                                      | -1.3                                                                                      | 2.5                                                                                       | 9.1                                                                                       | 15.0                                                                                      | 18.0                                                                                      | 21.4                                                                                      | 22.9                                                                                      | 20.6                                                                                      | 15.2                                                                                      | 8.1                                                                                       | 1.1                                                                                       | 10.9                                                                                      |
| Temp. media (°C)                                                                          | -6.6                                                                                      | -6.5                                                                                      | -2.0                                                                                      | 3.6                                                                                       | 8.9                                                                                       | 12.6                                                                                      | 16.4                                                                                      | 18.3                                                                                      | 15.7                                                                                      | 9.7                                                                                       | 3.0                                                                                       | -3.7                                                                                      | 5.8                                                                                       |
| Temp. mín. media (°C)                                                                     | -13.2                                                                                     | -13.6                                                                                     | -7.8                                                                                      | -1.4                                                                                      | 3.7                                                                                       | 8.3                                                                                       | 12.7                                                                                      | 14.7                                                                                      | 11.0                                                                                      | 4.0                                                                                       | -2.5                                                                                      | -9.6                                                                                      | 0.5                                                                                       |
| Temp. mín. abs. (°C)                                                                      | -28.7                                                                                     | -32.9                                                                                     | -26.0                                                                                     | -14.4                                                                                     | -6.5                                                                                      | -2.0                                                                                      | 1.4                                                                                       | 5.7                                                                                       | -0.1                                                                                      | -6.1                                                                                      | -15.6                                                                                     | -22.2                                                                                     | '                                                                                         |
| Precipitación total (mm)                                                                  | 44.0                                                                                      | 32.0                                                                                      | 57.5                                                                                      | 84.2                                                                                      | 107.5                                                                                     | 103.9                                                                                     | 121.6                                                                                     | 175.5                                                                                     | 177.2                                                                                     | 134.1                                                                                     | 80.5                                                                                      | 65.8                                                                                      | 1183.8                                                                                    |
| Nevadas (cm)                                                                              | 111                                                                                       | 97                                                                                        | 92                                                                                        | 35                                                                                        | 3                                                                                         | 0                                                                                         | 0                                                                                         | 0                                                                                         | 0                                                                                         | 0                                                                                         | 14                                                                                        | 81                                                                                        | 433                                                                                       |
| Días de precipitaciones (≥ 1.0 mm)                                                        | 7.7                                                                                       | 6.3                                                                                       | 8.2                                                                                       | 9.7                                                                                       | 10.4                                                                                      | 9.7                                                                                       | 11.2                                                                                      | 12.9                                                                                      | 11.9                                                                                      | 9.9                                                                                       | 9.4                                                                                       | 8.9                                                                                       | 116.2                                                                                     |
| Días de nevadas (≥ 3 cm)                                                                  | 15.0                                                                                      | 13.1                                                                                      | 11.2                                                                                      | 4.6                                                                                       | 0.3                                                                                       | 0                                                                                         | 0                                                                                         | 0                                                                                         | 0                                                                                         | 0                                                                                         | 1.9                                                                                       | 10.7                                                                                      | 56.8                                                                                      |
| Horas de sol                                                                              | 142.7                                                                                     | 142.8                                                                                     | 168.2                                                                                     | 161.9                                                                                     | 160.3                                                                                     | 125.7                                                                                     | 104.6                                                                                     | 108.4                                                                                     | 131.4                                                                                     | 154.3                                                                                     | 145.0                                                                                     | 139.5                                                                                     | 1681.2                                                                                    |
| Fuente: Japan Meteorological Agency                                                       |                                                                                           |                                                                                           |                                                                                           |                                                                                           |                                                                                           |                                                                                           |                                                                                           |                                                                                           |                                                                                           |                                                                                           |                                                                                           |                                                                                           |                                                                                           |